# تحولات باروری در ایران
تحولات باروری در ایران (به انگلیسی: The Fertility Transition in Iran: Revolution and Reproduction) کتابی از پیتر مک‌دونالد، محمدجلال عباسی شوازی و میمنت حسینی چاوشی درباره تحولات جمعیتی در ایران است. این کتاب به عنوان برنده جایزه جهانی کتاب سال جمهوری اسلامی ایران معرفی شد.